# نيل هارتيغان
نيل هارتيغان (بالإنجليزية: Neil Hartigan)‏ هو محامي وقاضي أمريكي، ولد في 4 مايو 1938 في شيكاغو في الولايات المتحدة.